# 견당유학생
견당유학생(遣唐留學生)은 신라에서 당의 국자감에 파견된 유학생이다.

## 역사
유교의 전래와 학교교육의 시작을 전후하여 신라를 중심으로 한 삼국은 다같이 당에 유학생을 보냈다. 이것은 삼국이 모두 당(唐)의 발달된 학문과 문화를 부지런히 수입하여, 내외의 문화를 잘 합치고 더 한층 찬란한 문화를 가지기 위함이었다. 신라에서는 27대 선덕여왕(善德女王) 9년(640)에 왕의 자제들을 당의 국자감(國子監)에 유학시켰다. 이때 당태종(唐太宗)은 천하의 명유(名儒)를 불러서 교수(學官)를 삼고, 학사(學舍)를 1,200간이나 증축하고, 학생을 3,260명이나 모아놓고 있었다. 그러니 당의 수도 장안(長安)은 가히 유학의 중심지가 되어 전아시아 문화의 집중지요, 전파의 중심지가 되었다.신라는 선덕여왕(善德女王) 9년에 당에 유학생을 보낸 이후, 계속 왕자 이외의 우수한 학생을 선발하여 당에 유학시켰다. 당시 유학기간은 보통 10년이었는데, 이 기간이 차면 귀국하도록 하고, 그 뒤를 이어서 다른 학생을 보냈다. 당에 유학하는 학생수가 많을 때는 100여 명에 달했다. 이것은 문성왕(文聖王) 2년(840)에 만기된 유학생과 질자(質子) 등 105명이 동시에 귀국한 사실로도 알 수 있다. 이들 유학생들의 서적비는 은화로 300냥(三百兩)을 본국에서 부담하였고, 의식(衣食)은 외국 유학생들의 편의를 돕기 위하여 특별히 설치한 당의 홍로사에서 공급하였다.당시 이들 학생들의 식견(識見)의 원천은 유교적 교양이었다. 그것은 바로 당에서 유학에 의하여 충족될 수 있는 것이었다. 뿐만 아니라 이들의 입당유학(入唐留學)은 출세의 길이 되기도 하였다. 이와 같이 신라에서는 당에 유학생을 장려하였으므로 학생들의 왕래가 빈번하게 되어, 헌덕왕(憲德王) 13년(821)에 김운경(金雲卿)은 당의 빈공과(賓貢科)에 급제하여 사관(仕官)하고, 문성왕 3년(841)에 귀국하였다. 그 후 당 말에 이르기까지 과거에 급제한 사람은 58명으로, 그 중 문명(文名)을 날린 사람은 최치원(崔致遠)·김가기(金可記) 외에 박인범(朴仁範)은 시(詩)로, 김악(金渥)은 예(禮)로 유명했고, 최치원의 종제인 최인곤(崔仁滾)은 문사로서 저명하였다.